# روبن أبراهامز
روبن أبراهامز (بالإنجليزية: Robin Abrahams)‏ هي مؤلفة ومتحدثة وصحافية أمريكية. وهي تكتب في قسم الآداب في مجلة بوسطن غلوب الأسبوعية وتكتب في قسم الأخلاقيات في «ملكة جمال السلوك».

## حياتها المبكرة
نشأت أبراهامز في ولاية كنساس، وحصلت على درجة البكالوريوس في المسرح في جامعة كانساس. عملت في العديد من الوظائف لمدة ست سنوات، بما في ذلك الدعاية المسرحية والكوميديا الهزلية والتطوع في ملجأ للنساء اللواتي تعرضن للضرب، قبل مجيئها إلى ماساتشوستس للحصول على درجة الدكتوراه عام 2002 في علم النفس البحثي في جامعة بوسطن.

## كتابة الأعمال
تعمل أبراهامز كمساعدة باحث في كلية هارفارد للأعمال، ويكتب في المقام الأول دراسات الحالة. وقد شاركت في كتابة مقالات الأعمال التي ظهرت في مجلة هارفارد بزنس ريفيو  ومجلة وول ستريت جورنال، ، ومجلة MIT سلوان ماناغيمينت ريفيو.

## ملكة جمال السلوك
كتبت أبراهمز مقالة «ملكة جمال السلوك» لمجلة بوسطن غلوب ساندي منذ عام 2005،  واستضافت الجزء الخاص بآداب الدراسات الاجتماعية على إذاعة WGBH مع الإذاعية إميلي روني منذ عام 2010. وقد ظهرت في برنامج «إن بي سي توداي شو» لمناقشة كتابها وتقديم النصيحة حول آداب البطالة.
تم نشر كتابها بعنوان "عقل آداب السلوك في التفكير: إتقان القواعد الزلقية للأخلاق الحديثة وآداب السلوك من قبل" تايمز بوكس "في مايو 2009. وقد أشادت به ريتشموند تايمز ديسباتش وواشنطن بوست للكتابة المضحكة والمشورة السليمة، على الرغم من قال الأخير أن المؤلف كان "مغرمًا جدًا بالتطورات الأخيرة في علم الاجتماع البوب".

## حياتها الشخصية
تعيش أبراهامز في كمبريدج، ماساتشوستس، وهي متزوجة من مارك أبراهامز، مؤلف وناشر أبحاث حوليات غير محتملة. إنها تتحدث عن تحولها إلى اليهودية.

## روابط خارجية
- Miss Conduct - مدونة أبراهامز في بوسطن غلوب.
- Robin Abrahams موقع رسمي